# Jardines de Vauxhall

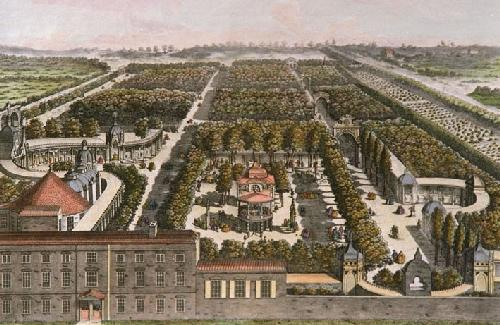
Una vista de los Jardines de Vauxhall en 1751

Los Jardines de Vauxhall (en inglés Vauxhall Gardens) fueron unos jardines de recreo, uno de los locales más destacados para el entretenimiento público en Londres, Inglaterra desde mediados del siglo XVII hasta mediados del XIX. Los Jardines de Vauxhall se encontraban en Kennington, en la orilla meridional del Támesis, que no era una parte construida de la metrópolis hasta finales de la existencia de los Jardines, a mediados del siglo XIX. 

## Historia
Originalmente conocidos como New Spring Gardens (Nuevos Jardines de la Primavera), se cree que este lugar abrió justo antes de la Restauración de 1660, sobre una propiedad que anteriormente perteneció a Jane Fauxe, o Vaux, viuda, en 1615. Mientras John Nichols en su History of Lambeth Parish formula la hipótesis de que ella era la viuda de Guy Fawkes, ejecutado en 1606, John Timbs en su obra de 1867 Curiosities of London da por sentado que no existió tal conexión, y que el nombre Vaux deriva de un tal Falkes de Breauté, un mercenario que trabajaba para el rey Juan quien adquirió la tierra mediante matrimonio. Se cree que Jane era la viuda de John, un vinatero.
Quizá la mención más antigua es la descripción que Samuel Pepys hizo de una visita a los New Spring Gardens el 29 de mayo de 1662. ese nombre distinguía estos jardines de los Viejos Jardines de la Primavera en Charing Cross; sin embargo, Pepys da a entender que en Vauxhall había tanto Viejos como Nuevos Jardines; y de hecho Jardines de primavera (Spring Gardens) parece haber sido una denominación ya antigua para toda una serie de empresas de entretenimiento.
Estaban formados por varios acres de árboles y arbustos con atractivos paseos. Inicialmente, la entrada era libre, y los propietarios ganaban el dinero para el mantenimiento con la comida y bebida que se vendía allí. John Evelyn describió «el Nuevo Jardín de la Primavera en Lambeth» como una «plantación muy bellamente ideada» en 1661. John Aubrey, en sus Antiquities of Surrey proporciona el siguiente relato: 

«En Vauxhall, sir Samuel Morland construyó una bella habitación, en el año de 1667, en cuyo interior se encuentran espejos, y fuentes muy amenas, que es visitado por extraños: se alza en medio del jardín, cubierta con pizarra de Cornualles, en cuyo lugar colocó un punchinello, muy bien tallado, que sostiene un disco, pero que los vientos lo han demolido.»

Un plano de 1681 muestra una zona circular en el centro, plantada con árboles y arbustos, y las allées formales que serían un rasgo constante durante todo el tiempo que existieron los jardines.
Sir John Hawkins, en su Historia general de la música (1776), dice:

«La casa parece haber sido reconstruida desde los tiempos en que Sir Samuel Morland vivió en ella. Alrededor del año 1730, El señor Jonathan Tyers se convirtió en su ocupante, y, habiendo un gran jardín que le pertenecía, lo plantó con un gran número de majestuosos árboles, y estableció senderos en sombra, ganó el nombre de Jardines de Primavera; y la casa se convirtió en una taberna, o lugar de entretenimiento, fue muy frecuentada por los veneradores del placer. El señor Tyers lo abrió anunciando un Ridotto al Fresco, un término que la gente de este país había desconocido hasta entonces. Estos entretenimientos se repitieron a lo largo del verano, y la multitud decidió participar en ello. Esto animó al propietario a que hiciera de su jardín un lugar de entretenimiento musical, cada tarde de la temporada de verano. Con este fin, y con gran gasto en decoración pictórica de los jardines; contrató a una banda de músicos excelentes; emitió entradas de plata a una guinea cada uno por la entrada, y recibiendo gran ánimo, colocó un órgano en la orquesta, y, en una parte del jardín bien prominente, erigió una bella estatua del señor Handel.

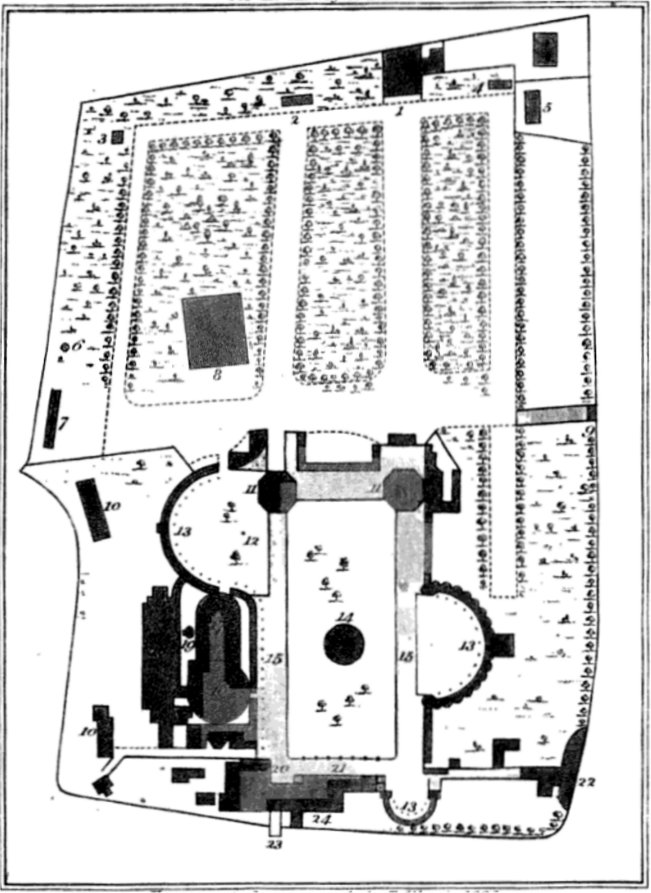
Plano de los jardines de Vauxhall, 1826

El lugar se convirtió en los Jardines de Vauxhall en 1785 y se empezó a cobrar la entrada para ganar sus muchas atracciones. Los Jardines atrajeron a todo tipo de personas, ganando fama sus paseos por encuentros románticos. Equilibristas, ascensos en globo, conciertos y fuegos artificiales proporcionaban entretenimiento. Una "tienda turca" rococó se convirtió en una de las estructuras de los Jardines, el interior de la Rotonda se convirtió en una de las atracciones más vistas, y el estilo chinesco era un rasgo común en varias de las edificaciones. En 1817, se representó la batalla de Waterloo con la participación de mil soldados.
Supuestamente, la última noche de los jardines fue el 5 de septiembre de 1839, cuando atrajeron a 1089 personas. Cerró en 1840 después de que sus propietarios sufrieran una bancarrota. Fueron vendidos en subasta el 9 de septiembre de 1841 por 20 000 libras esterlinas, y reabrieron ese mismo año. Cambiaron de manos en 1842, y se cerraron definitivamente en 1859. La mayor parte de la tierra se vendió como solar para construir.
Parte del lugar es hoy en día un pequeño parque público llamado Spring Gardens.